# Stefan Rehn
Jan Stefan Rehn, född 22 september 1966 i Stockholm, är en svensk fotbollstränare och före detta fotbollsspelare, en av få som på sin meritlista har flera SM-guld i fotboll både som spelare och tränare.
Med IFK Göteborg vann Rehn fem SM-guld som spelare och ett som assisterande tränare. Dessutom spelade han Champions League-fotboll under två säsonger med klubben där det blev en kvartsfinal som bäst. 
I Djurgårdens IF blev han under sin sista säsong som spelare (2002) åter igen svensk mästare och säsongerna 2003 och 2005 blev det nya SM-guld som assisterande tränare. 
Rehn spelade sammanlagt 45 A-landskamper på vilka han gjorde sex mål och han var uttagen i truppen till både EM 1992 och VM 1994 där det båda gångerna slutade med en bronsmedalj.

## Fotbollskarriären

### I klubblag
Rehn inledde karriären i Sundbybergs IK innan han som 12-åring hamnade i Djurgårdens IF. Efter spel i DIF:s juniorlag kom debuten i A-laget 1984. Året därpå vann Djurgården Division 1 Norra och slog ut GAIS i kvalet om en plats i allsvenskan 1986. Kvalavancemanget till Allsvenskan mot Gais följdes av en katastrofal säsong för Djurgården. Stefan Rehn var en av få som levde upp till förväntningarna och 1986 var han utan tvekan en av lagets bästa spelare. Rehn valde att följa med klubben ner till Division 1 Norra året därpå. Det skulle dock ordna upp sig för klubben både ekonomiskt och sportsligt, och Rehn var högst delaktig i klubbens sportsliga utveckling. 1988 bildade han innermittfältspar tillsammans Kjetil Osvold som var en stark bidragande orsak till att klubben nådde SM-final, där det dock blev förlust mot Malmö FF 1988.
28 juni 1989 såldes Rehn för £400.000 till engelska Everton FC, men proffssejouren i England blev inte framgångsrik. Med mycket tid på bänken blev det bara totalt sex matcher för Everton. (Bara en start i den engelska högstaligan i segermatchen mot Charlton Athletic, samt tre inhopp. Det blev även en match från start och ett inhopp i Ligacupen).
IFK Göteborg rekryterade honom efter årsskiftet för 2,75 miljoner kronor och laget vann SM-guldet 1990, det första i en rad för Rehn och IFK Göteborg, som under Roger Gustafsson blev svenska mästare också 1991, 1993, 1994 och 1995. Rehn var dessutom med och spelade två gånger i Champions Leagues gruppspel. Säsongen 1992/993, ett år då endast ettorna gick vidare direkt till final, slutade man som grupptvåa. I Champions League-gruppspelet 1994/95 vann man sin grupp men blev utslaget av Bayern München i kvartsfinalen.
Efter IFK Göteborg väntade ännu en proffssejour för Rehn, den här gången i Schweiz och Lausanne Sport. Fem år senare återgick han till Djurgården som ledde till ytterligare ett SM-guld säsongen 2002. Sista matchen som spelare blev bortamötet med Bordeaux i Uefacupens andra omgång 12 november 2002.

### I landslaget
12 januari 1988 gjorde Rehn A-landslagsdebut och dessutom ett mål i segermatchen mot Östtyskland. Han spelade också den inledande matchen mot Tunisien i OS 1988. 
Förbundskaptenen Olle Nordin gav dock Rehn bara ytterligare 6 A-landskamper, så han kom inte med i truppen till VM 1990. Rehn fick nöja sig med att bli omsjungen i Fotbollslandslagets låt med After Shave "Ciao Ciao Italia".
Under Tommy Svensson var Rehn med i truppen till EM 1992, dock utan att få spela.
1994 blev Rehn uttagen i den svenska VM-truppen och fick hoppa in i den 67:e minuten i semifinalen mot Brasilien. Hans sista landskamp blev ett inhopp i EM-kvalmatchen mot Turkiet 29 mars 1995. Sammanlagt spelade Rehn 45 landskamper på vilka han gjorde 6 mål.

### Tränarkarriär
Efter den aktiva spelarkarriären fortsatte Rehn i Djurgården som assisterande tränare till och med säsongen 2006. Han var med och vann SM-guld både 2003 och 2005, samt två cup-guld 2004 och 2005. 
Säsongerna 2007–2011 var han en del i tränartrion i IFK Göteborg (SM-guld 2007, cup-guld 2008). I oktober 2011 blev det klart att Rehn skulle bli ny huvudtränare för Jitex BK i Damallsvenskan; dock lämnade han Jitex 2013 för att istället axla rollen som huvudtränare för Göteborgs FC. I maj 2018 blev han tränare i Utsiktens BK där var tränare till januari 2020.

## Karriärstatistik

### Klubblag
| Klubb             | Säsong         | Division         | Ligaspel | Ligaspel | Ligaspel | Cupspel | Cupspel | Europaspel | Europaspel | Totalt  | Totalt |
| Klubb             | Säsong         | Division         | Matcher  | Mål      | Assist   | Matcher | Mål     | Matcher    | Mål        | Matcher | Mål    |
| ----------------- | -------------- | ---------------- | -------- | -------- | -------- | ------- | ------- | ---------- | ---------- | ------- | ------ |
| Djurgårdens IF    | 1984           | Division 2 Norra | 14       | 3        | ?        | ?       | 1       | —          | —          | 14      | 4      |
| Djurgårdens IF    | 1985           | Division 2 Norra | 25       | 10       | ?        | ?       | ?       | —          | —          | 25      | 10     |
| Djurgårdens IF    | 1986           | Allsvenskan      | 22       | 6        | ?        | ?       | ?       | —          | —          | 22      | 6      |
| Djurgårdens IF    | 1987           | Division 1 Norra | 26       | 15       | ?        | ?       | 7       | —          | —          | 26      | 22     |
| Djurgårdens IF    | 1988           | Allsvenskan      | 24       | 8        | ?        | ?       | 1       | —          | —          | 24      | 9      |
| Djurgårdens IF    | 1989           | Allsvenskan      | 12       | 1        | ?        | ?       | 1       | 0          | 0          | 12      | 2      |
| Djurgårdens IF    | Totalt         | Totalt           | 123      | 43       | 0        | 0       | 10      | 0          | 0          | 123     | 53     |
| Everton FC        | 1989-90        | First Division   | 4        | 0        | 0        | 0       | 0       | —          | —          | 4       | 0      |
| Everton FC        | Totalt         | Totalt           | 4        | 0        | 0        | 0       | 0       |            |            | 4       | 0      |
| IFK Göteborg      | 1990           | Allsvenskan      | 24       | 6        | ?        | 2       | 0       | —          | —          | 26      | 6      |
| IFK Göteborg      | 1991           | Allsvenskan      | 27       | 1        | ?        | 6       | 2       | 3          | 0          | 36      | 3      |
| IFK Göteborg      | 1992           | Allsvenskan      | 28       | 9        | ?        | 1       | 0       | 6          | 0          | 35      | 9      |
| IFK Göteborg      | 1993           | Allsvenskan      | 24       | 6        | ?        | 3       | 4       | 4          | 0          | 31      | 10     |
| IFK Göteborg      | 1994           | Allsvenskan      | 24       | 4        | ?        | 1       | 0       | 8          | 3          | 33      | 7      |
| IFK Göteborg      | 1995           | Allsvenskan      | 11       | 2        | ?        | 4       | 2       | 2          | 0          | 17      | 4      |
| IFK Göteborg      | Totalt         | Totalt           | 138      | 28       | 0        | 17      | 8       | 23         | 3          | 178     | 39     |
| FC Lausanne-Sport | 1995-96        | Nationalliga A   | 36       | 9        | ?        | 1       | 0       | —          | —          | 37      | 9      |
| FC Lausanne-Sport | 1996-97        | Nationalliga A   | 34       | 9        | ?        | 1       | 0       | —          | —          | 35      | 9      |
| FC Lausanne-Sport | 1997-98        | Nationalliga A   | 35       | 3        | ?        | 2       | 0       | 4          | 0          | 41      | 3      |
| FC Lausanne-Sport | 1998-99        | Nationalliga A   | 32       | 4        | ?        | 3       | 0       | 3          | 1          | 38      | 5      |
| FC Lausanne-Sport | 1999-00        | Nationalliga A   | 35       | 8        | ?        | 3       | 0       | 2          | 0          | 40      | 8      |
| FC Lausanne-Sport | Totalt         | Totalt           | 172      | 33       | 0        | 10      | 0       | 9          | 1          | 191     | 34     |
| Djurgårdens IF    | 2000           | Superettan       | 18       | 3        | 6        | 3       | 1       | —          | —          | 21      | 4      |
| Djurgårdens IF    | 2001           | Allsvenskan      | 25       | 1        | 3        | 2       | 0       | —          | —          | 27      | 1      |
| Djurgårdens IF    | 2002           | Allsvenskan      | 24       | 2        | 3        | 6       | 1       | 6          | 0          | 36      | 3      |
| Djurgårdens IF    | Totalt         | Totalt           | 67       | 6        | 12       | 11      | 2       | 6          | 0          | 84      | 8      |
| Hela karriären    | Hela karriären | Hela karriären   | 504      | 110      | 12       | 38      | 20      | 38         | 4          | 580     | 134    |

Matcher inräknat ev. kval och SM-slutspel.

### Landslag
| Nation  | Säsong | Matcher | Mål |
| ------- | ------ | ------- | --- |
| Sverige | 1988   | 4       | 1   |
| Sverige | 1989   | 1       | 1   |
| Sverige | 1990   | 7       | 2   |
| Sverige | 1991   | 8       | 1   |
| Sverige | 1992   | 7       | 0   |
| Sverige | 1993   | 7       | 1   |
| Sverige | 1994   | 9       | 0   |
| Sverige | 1995   | 2       | 0   |
| Totalt  | Totalt | 45      | 6   |

## Meriter

### Som spelare

#### I klubblag
Djurgårdens IF
- Svensk mästare (1): 2002
- Svenska Cupen (1): 2002
- Årets Järnkamin: 2001

 IFK Göteborg
- Svensk mästare (5): 1990, 1991, 1993, 1994, 1995
- Svenska Cupen (1): 1991

#### I landslag
Sverige
- VM 1994: Brons
- OS 1988: Femte plats
- 45 landskamper, 6 mål
- Kopia av Svenska Dagbladets guldmedalj 1994

### Som tränare
Djurgårdens IF
- Svensk mästare (2): 2003, 2005
- Svenska Cupen (2): 2004, 2005

 IFK Göteborg
- Svensk mästare (1): 2007
- Svenska Cupen (1): 2008